# Przełęcz Władysława Midowicza
Przełęcz Władysława Midowicza (868 m) – przełęcz w Beskidzie Małym pomiędzy szczytami Leskowca (922 m) oraz Gronia Jana Pawła II (890 m). Znajduje się w głównym grzbiecie Beskidu Małego, nieco poniżej schroniska PTTK Leskowiec i jest węzłem szlaków turystycznych. Przełęcz nosi imię Władysława Midowicza – zmarłego w 1993 roku geografa i meteorologa oraz działacza turystycznego. Dawniej przełęcz nie miała nazwy, nową nazwę nadała jej Komisja Turystyki Górskiej Oddziału PTTK w Wadowicach w 1981 r.
Z przełęczy rozległa panorama widokowa na wschód. Widoczny jest Beskid Makowski z Koskową Górą (jest na niej maszt przekaźnika), Pasmo Babicy, Lanckorońska Góra, Żar nad Kalwarią, Pogórze Wielickie, Grupa Żurawnicy, Pasmo Jałowieckie i Pasmo Policy. Przez przełęcz biegnie granica między wsiami Rzyki w powiecie wadowickim i Targoszów w powiecie suskim. Do Targoszowa należy tylko wąski pas po wschodniej stronie grani, cały stok niżej należy do Śleszowic.

## Szlaki turystyczne
Mały Szlak Beskidzki na odcinku: Przełęcz Kocierska – Potrójna – Łamana Skała – Leskowiec – Przełęcz Wł. Midowicza – Schronisko PTTK Leskowiec – Krzeszów – Zembrzyce
 Krzeszów – Targoszów – Leskowiec – Przełęcz Wł. Midowicza – Schronisko PTTK Leskowiec – Jaroszowice Czartak
 Rzyki Jagódki – Przełęcz Wł. Midowicza – Schronisko PTTK Leskowiec